# Treibboje

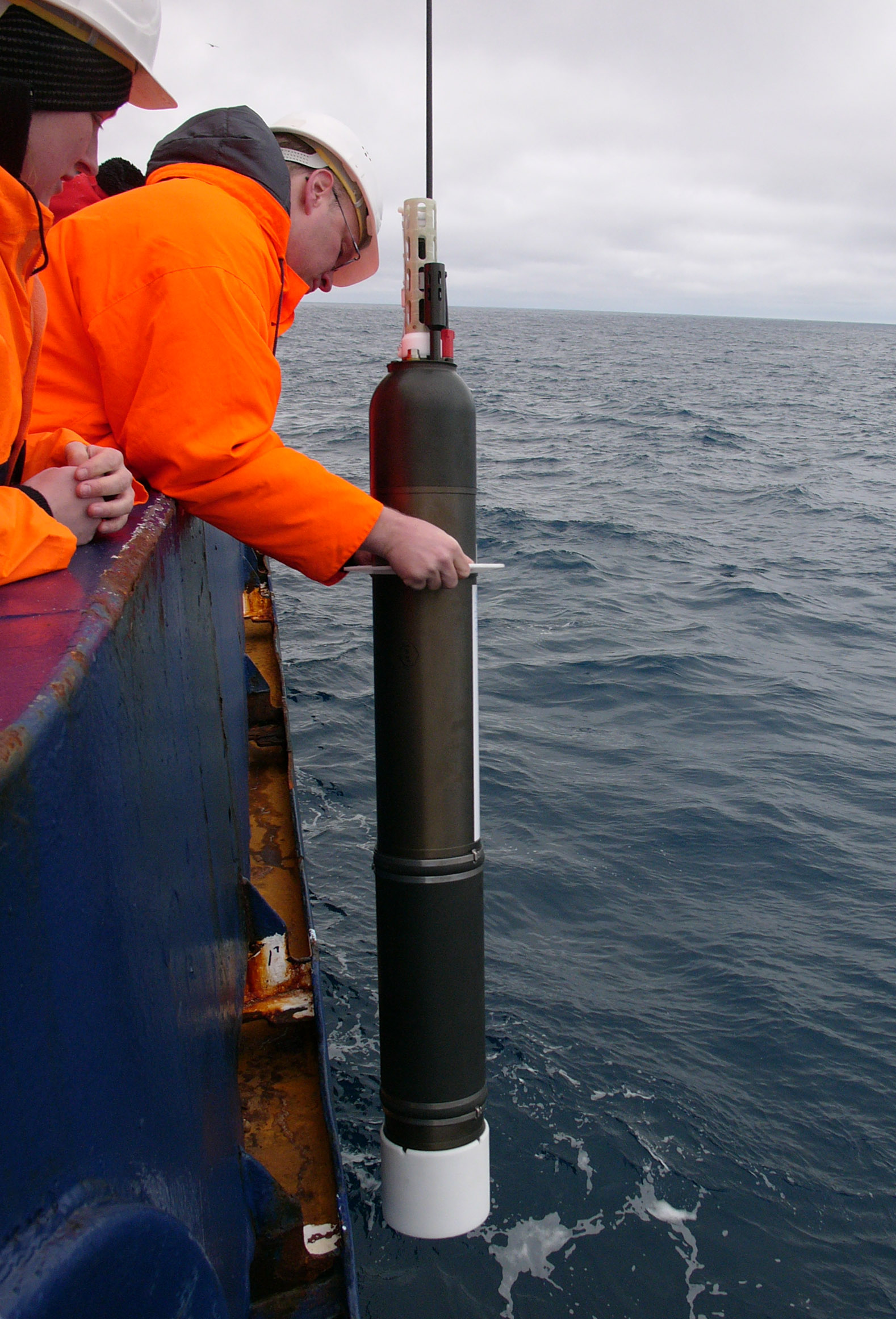
Aussetzen einer Treibboje für das Argo-Programm im Südpolarmeer vom Forschungsschiff Polarstern (2007)

Eine Treibboje ist eine Boje ohne Befestigung am Grund. Weitere gebräuchliche Bezeichnungen sind Drifter, Driftboje, Floater und Floating Drifter. Treibbojen werden bei der Meeresforschung, aber auch in Binnengewässern eingesetzt, um Messdaten wie beispielsweise Meeresströmungsverhältnisse, Wassertemperaturen (insbesondere Meeresoberflächentemperatur), Salzgehalt oder Wetterdaten zu sammeln. Heutige Treibbojen übermitteln ihre Daten oft per Satellit an eine Bodenstation.
Die Größe und Bauform der Treibbojen sind völlig unterschiedlich und abhängig von Einsatzzweck und Einsatzgebiet. So besitzen beispielsweise Treibbojen, die möglichst genau einer Meeresströmung folgen sollen, oft ein unterseeisches Driftsegel, um die verfälschenden Wind- und Welleneinflüsse zu minimieren. Moderne Treibbojen können über GPS-Empfänger oder Argos-Sender verfügen. Damit ist heute eine genaue Verknüpfung der ermittelten Messdaten der Boje mit ihrer jeweiligen Position möglich. Erfolgt die Aussetzung einer Treibboje in befahrenen Gewässern, so kann in einigen Fällen auch eine Warnung an die Schifffahrt erfolgen.
Meeres-Treibbojen wurden erstmals 1955 von den USA und von Großbritannien verwendet.

## Programme und Projekte

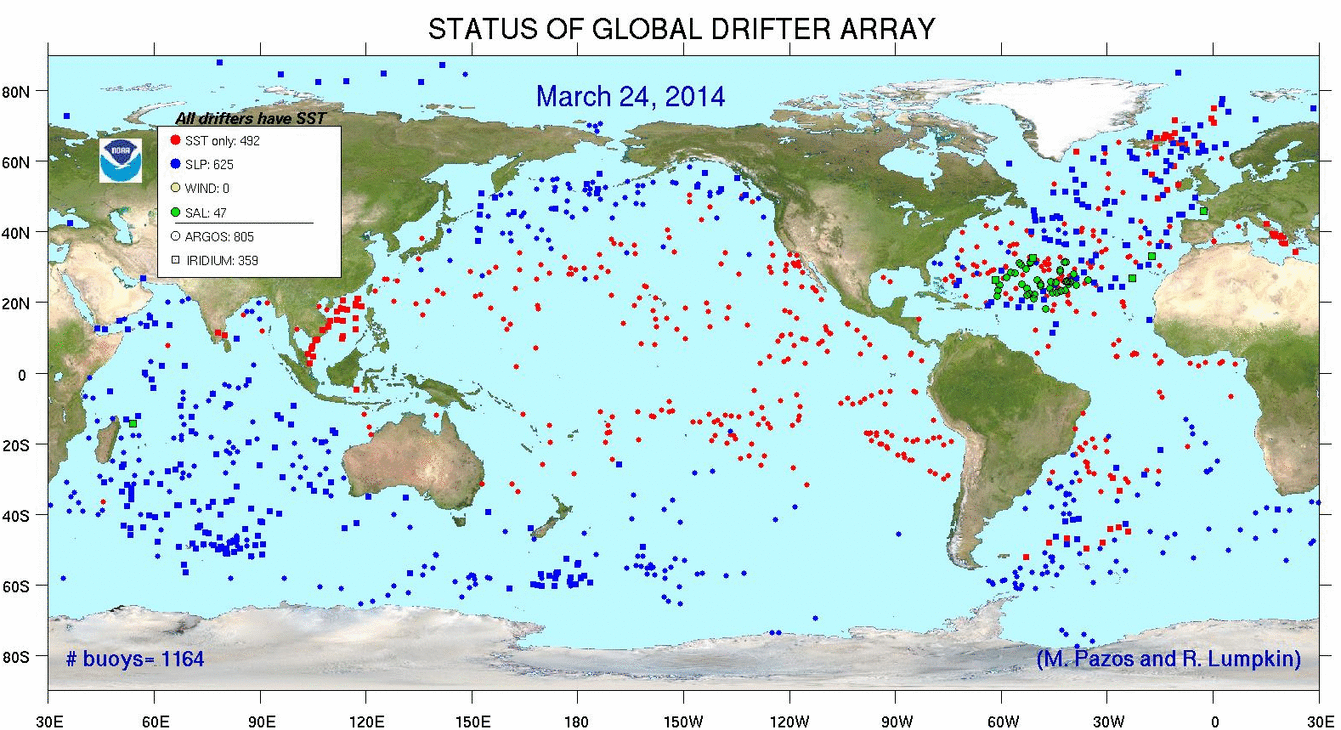
Treibbojenpositionen vom 24. März 2014

Treibboje „holey sock“ mit Sensoren für Luftdruck, Oberflächentemperatur, Beleuchtungsdichte und CTD

Schema einer ARGO-Boje

### GEOSS
Im Rahmen des Global Earth Observing System of Systems (GEOSS) existiert das Projekt Global Ocean Observing System (GOOS). Dabei wurden seit 2005 insgesamt 1250 Treibbojen ausgesetzt, die Strömungsverhältnisse, Temperatur und Salzgehalt der Ozeane und den Luftdruck auf Meereshöhe messen.

### ARGO
Im internationalen Forschungsprogramm ARGO wurden von 1999 bis 2007 insgesamt 3000 Treibbojen (dort meist Floats genannt) flächendeckend in allen Ozeanen ausgesetzt.
Diese Floats mit einer Länge von ca. zwei Metern und eine Masse von ca. 30 Kilogramm haben eine erwartete Funktionsdauer von vier bis fünf Jahren. Sie sinken jeweils in 10-Tages-Zyklen in eine Tiefe von 1500 bis 2000 Metern und tauchen danach kurz an die Meeresoberfläche auf, um die Messdaten an einen Satelliten zu übertragen.
Im Rahmen des ARGO-Programms wurden auch bis Oktober 2007 Treibbojen durch das Bundesamt für Seeschifffahrt und Hydrographie ausgesetzt.